# Marché de Chatuchak

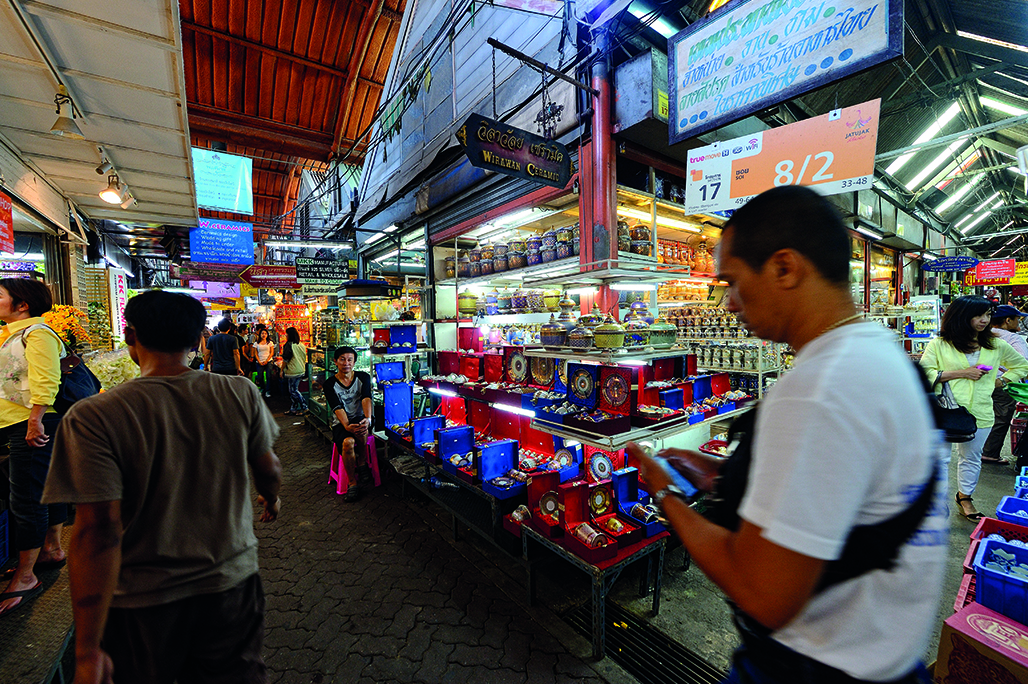
Dans l'une des nombreuses allées du marché.

Le marché de Chatuchak appelé également Weekend Market (en anglais : Chatuchak Weekend Market et en thaï : ตลาดนัดจตุจักร ) est un important marché du khet de Chatuchak, à Bangkok en Thaïlande.
En 1985, un marché est inauguré dans le jardin de Chatuchak avec un millier d'étals : les débuts sont difficiles avec des commerces non couverts, sans eau ni électricité et il y fait très chaud en avril-mai et, à partir de juin, la pluie rend parfois le sol impraticable.
En 1990, le marché compte 8672 étals et plus de 12 000 vendeurs, accueille entre 150 000 et 200 000 visiteurs le samedi et dimanche. Il est aussi beaucoup mieux aménagé avec de l'eau, de l'électricité, des commerces couverts, des toilettes publiques, des restaurants et banques, 2750 arbres plantés ... Il devient un lieu incontournable de Bangkok le week-end.
En 2019, chaque week-end, il compte plus de 15 000 stands et plus de 11 500 fournisseurs pour 200 000 visiteurs.
Le marché de Chatuchak est parfois mentionné comme une plaque tournante internationale dans le trafic d'animaux sauvages et d'espèces rares. Mais on y trouve surtout un vaste choix de vêtements, d'accessoires, de plantes, d'animaux domestiques, de décorations d'intérieurs, de souvenirs et de nourriture de rue aux prix abordables.
En juin 2024, un incendie a dévasté plusieurs bâtiments du marché, causant la mort de milliers d'animaux dont des espèces rares et protégées.

## Galerie

Marché de Chatuchak
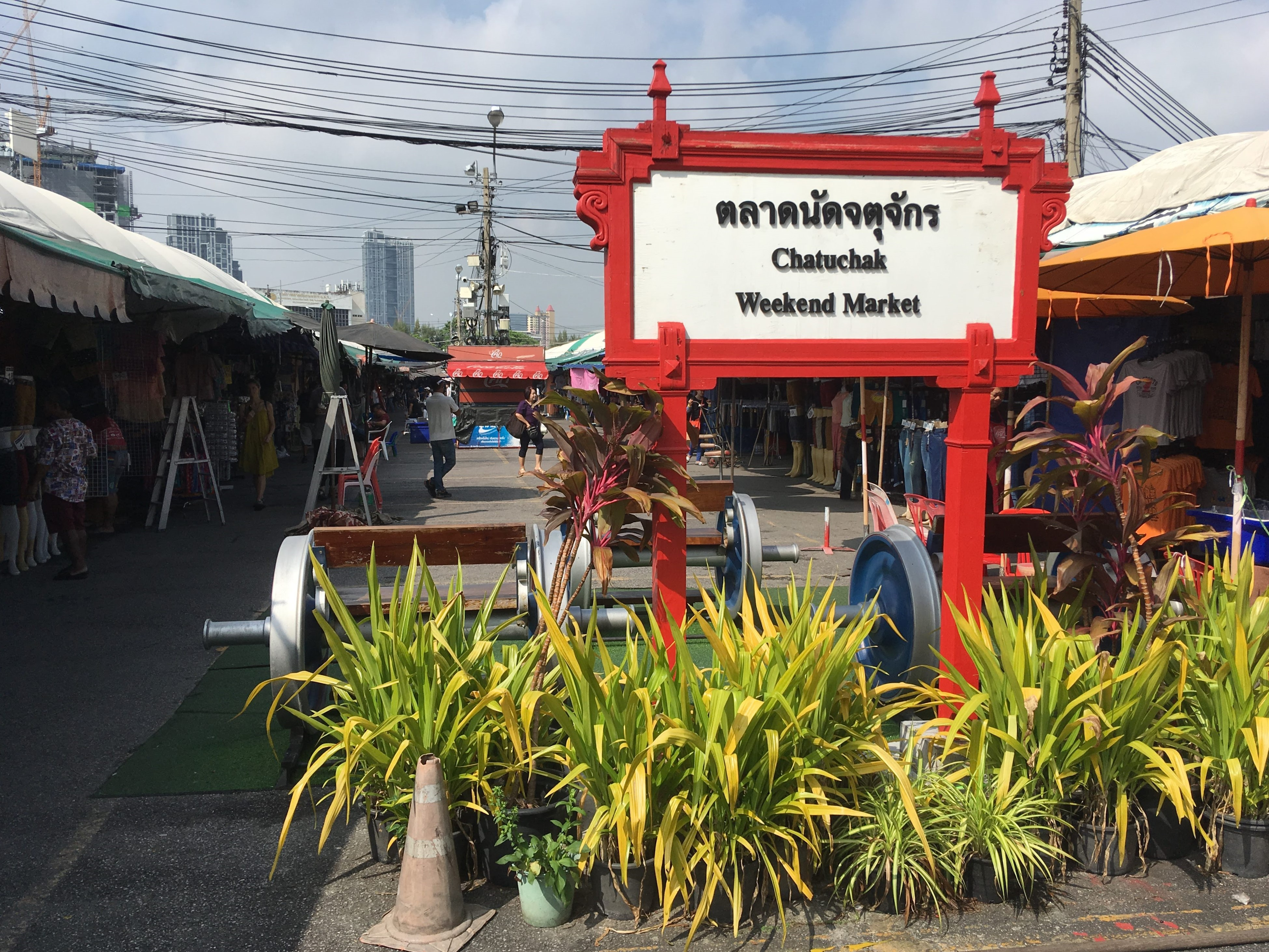
Entrée du marché
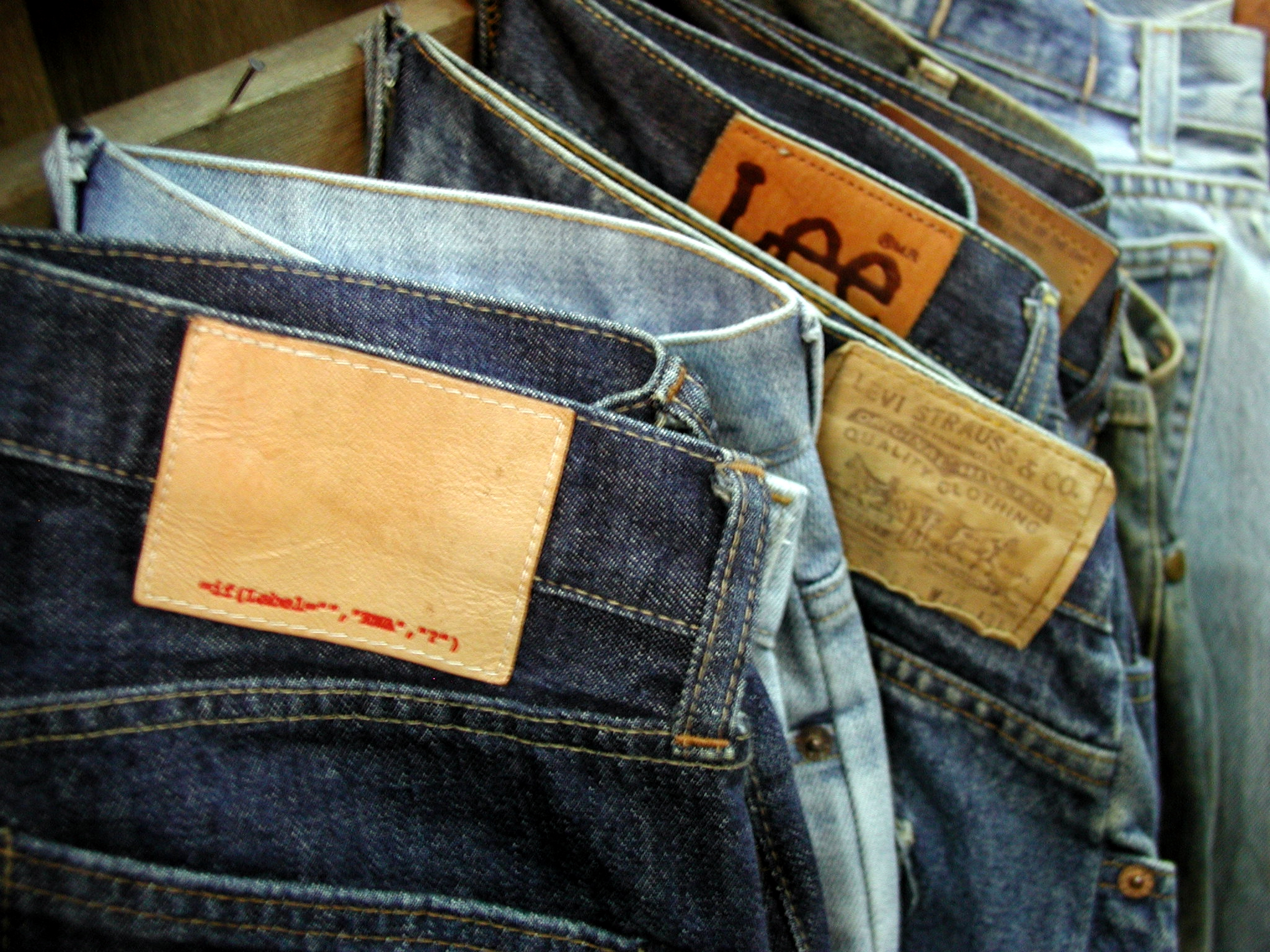
Vêtements
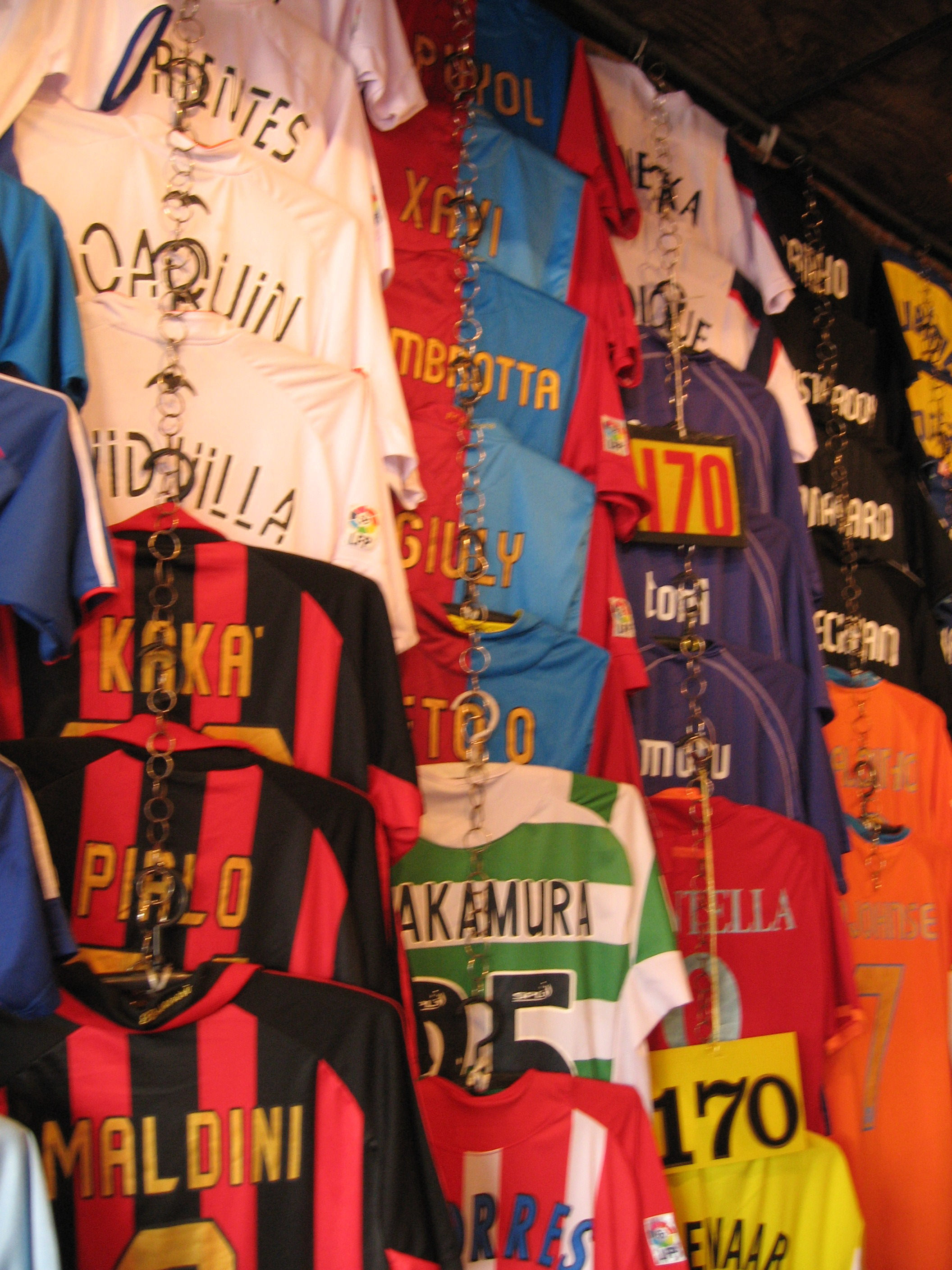
Vêtements
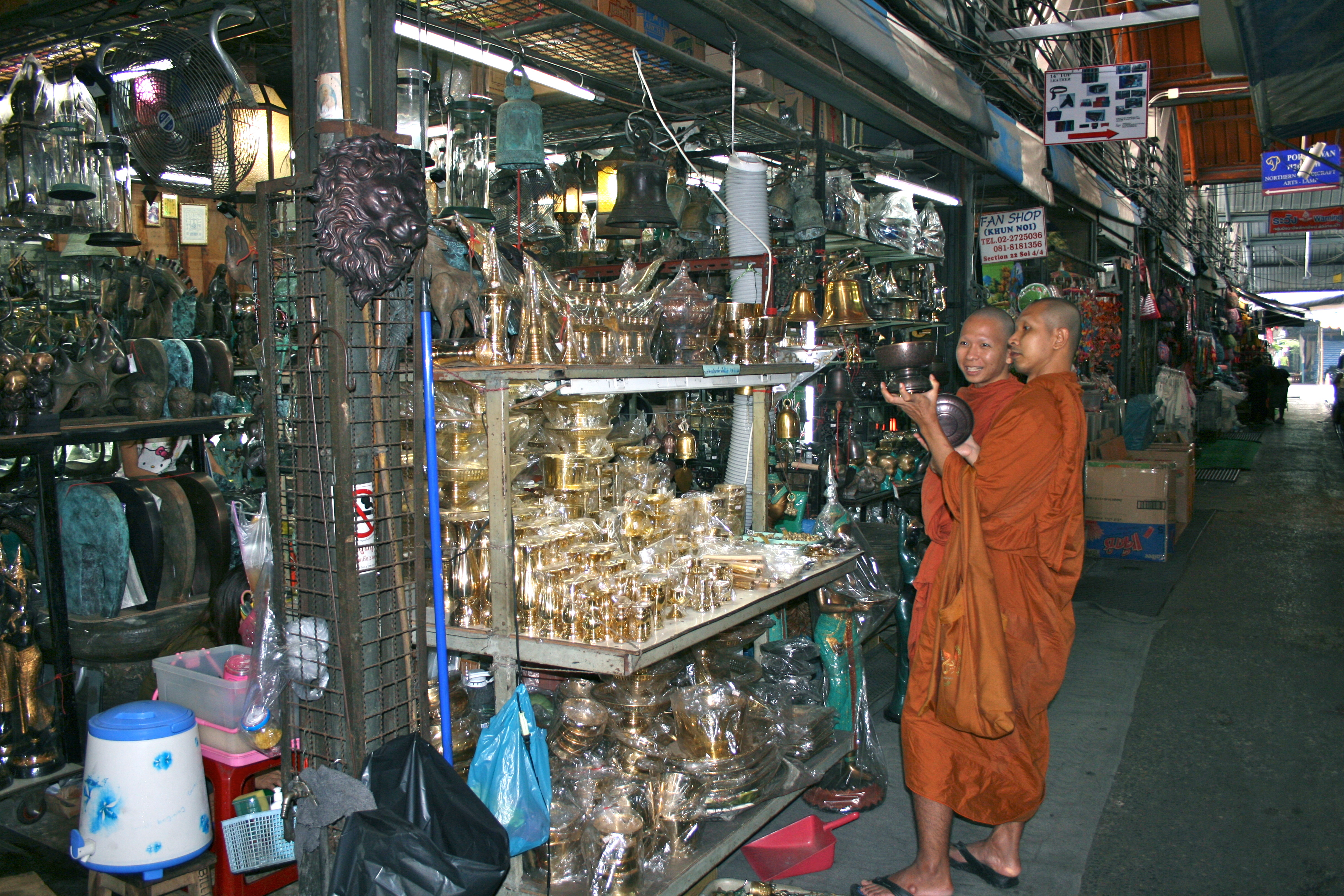
Accessoires et décorations d'intérieur
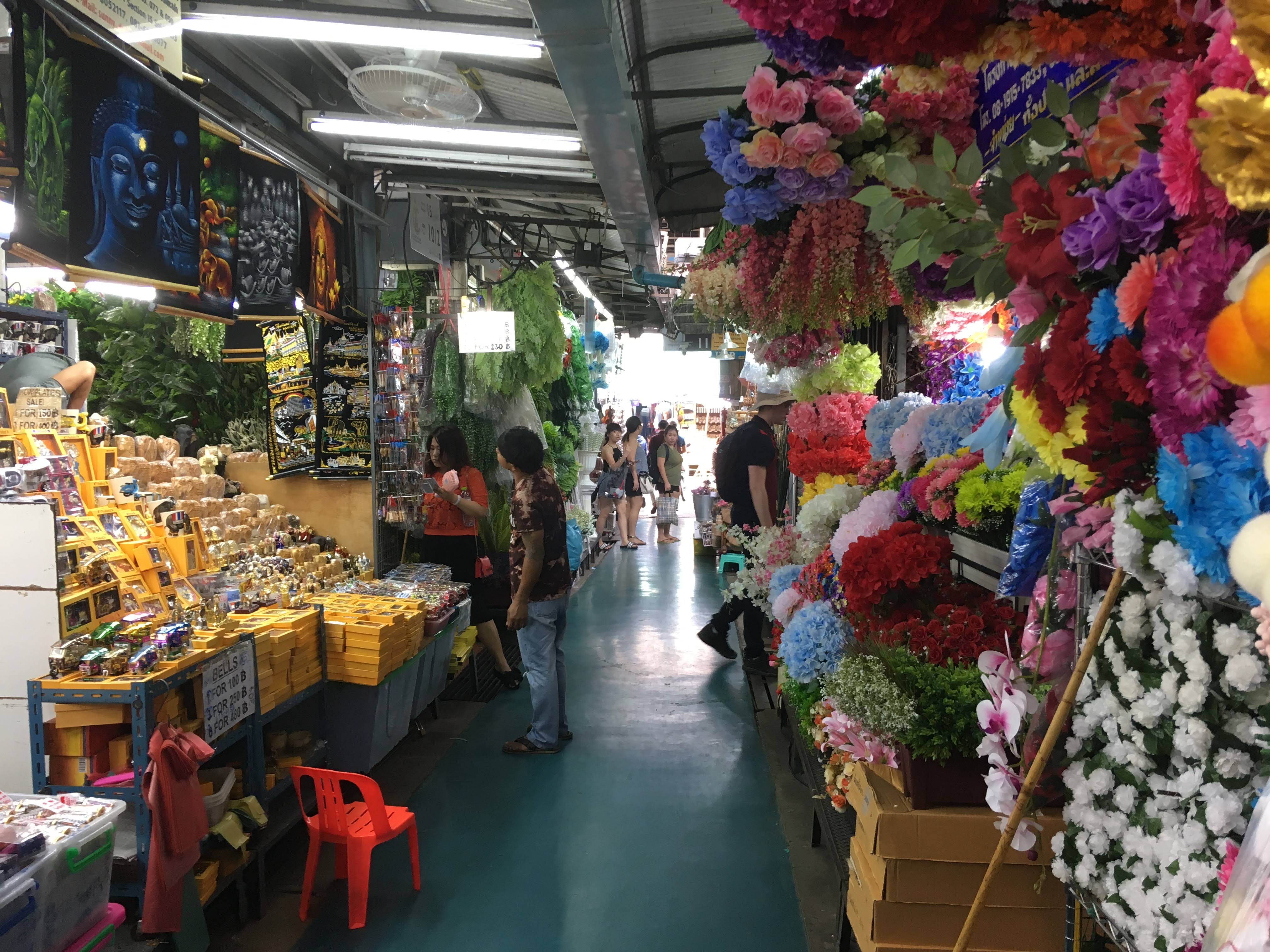
Souvenirs et fleurs
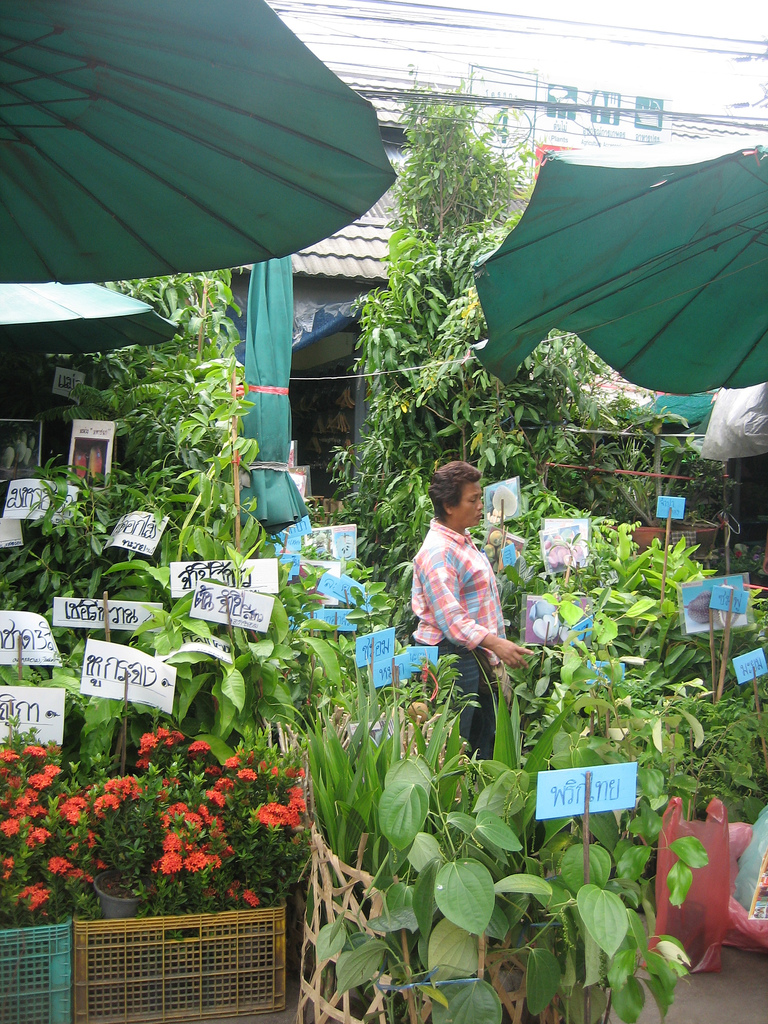
Plantes
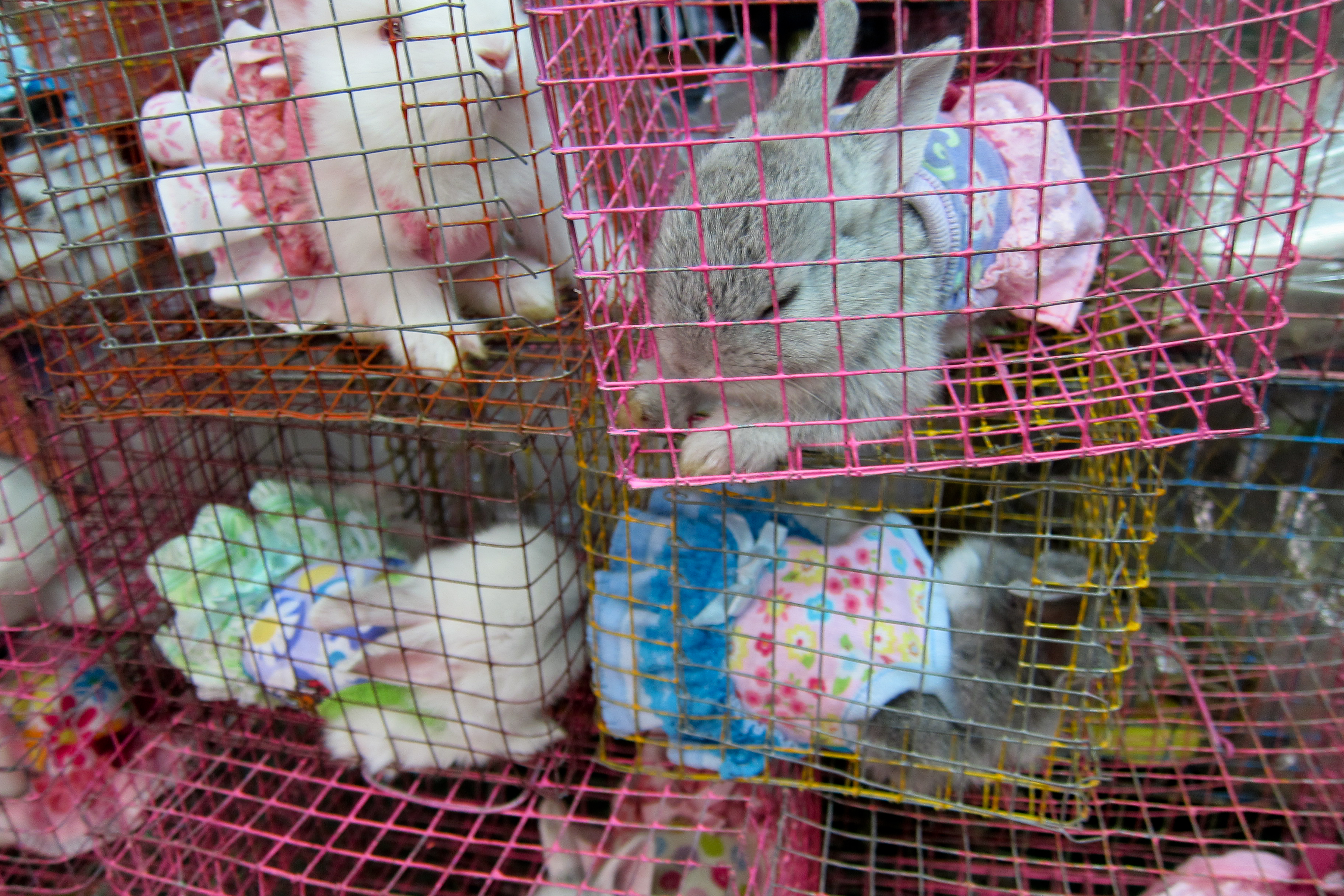
Animaux domestiques
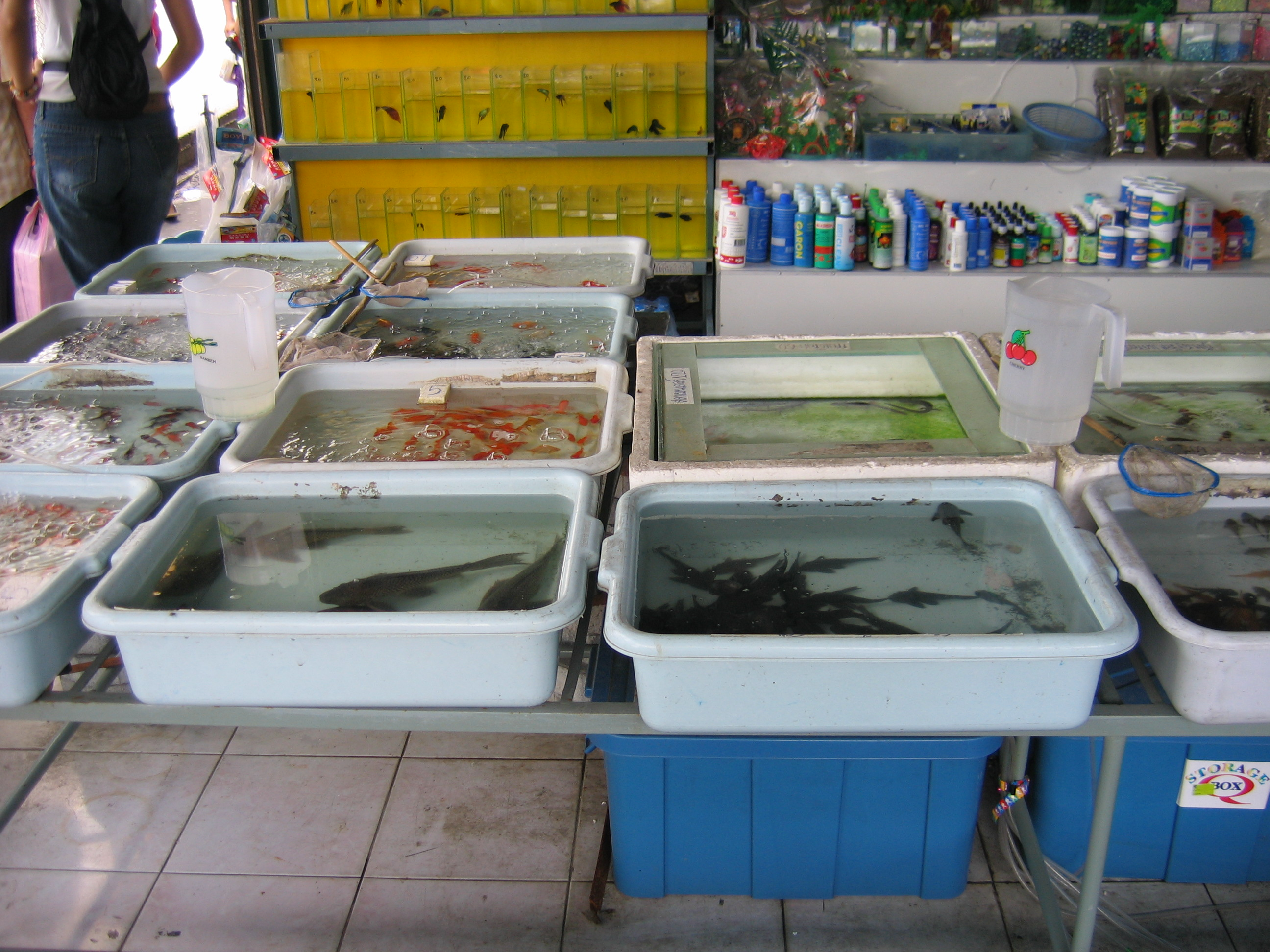
Poissons
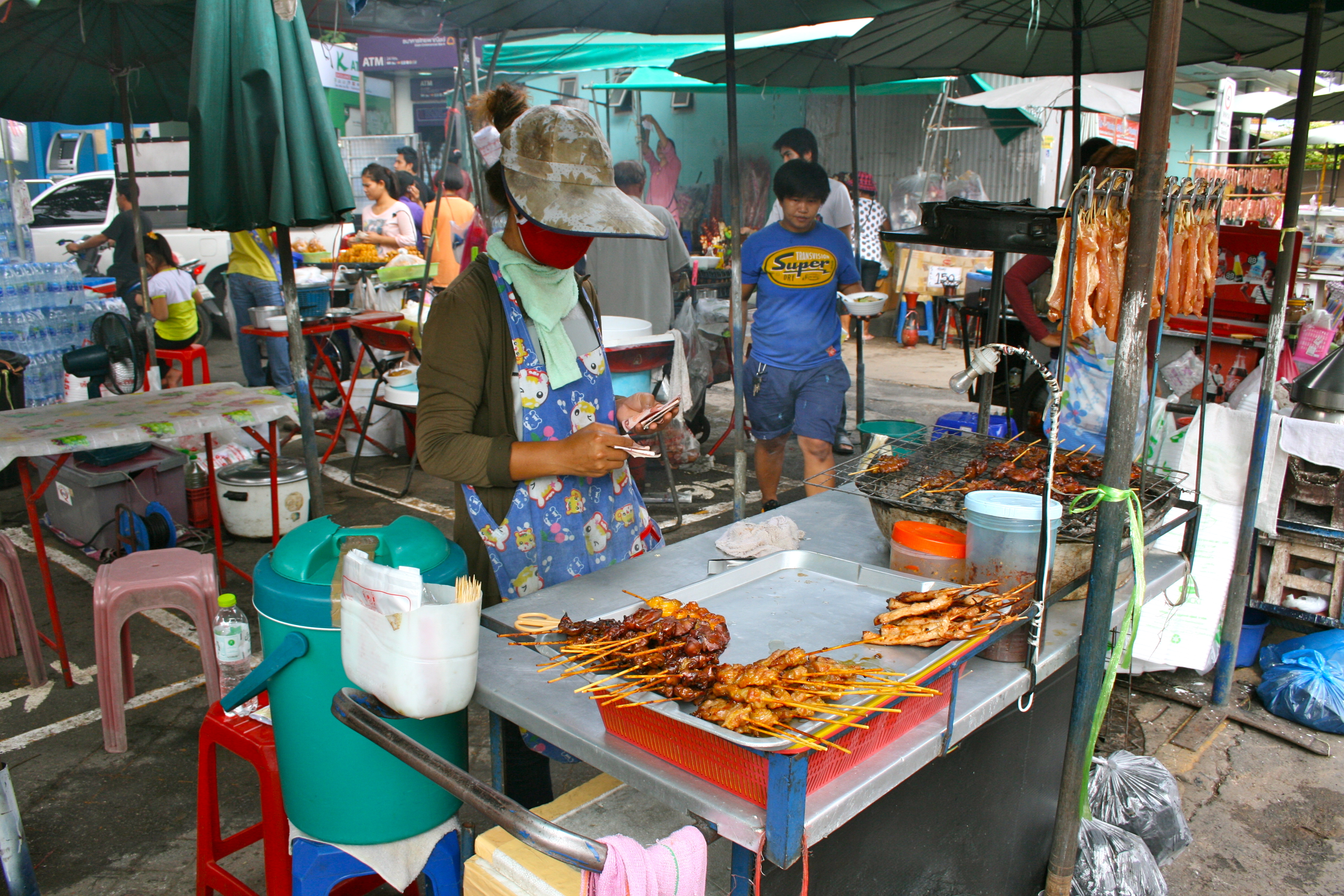
Nourriture de rue